# جورج دبليو. كافناغ
جورج دبليو. كافناغ هو سياسي أمريكي، (و. 1880  م). انتخب عضو جمعية ولاية نيويورك ‏.